# Langenrieth

Lage von Langenrieth innerhalb der Stadt Bad Liebenwerda

Langenrieth ist ein an der Grünen Heide gelegener Ortsteil der Stadt Bad Liebenwerda im Landkreis Elbe-Elster in Brandenburg und liegt elf Kilometer südwestlich der Stadt.
Langenrieth gehörte bis zur Eingliederung im Jahr 1993 zum Landkreis Bad Liebenwerda und hat rund 150 Einwohner.

## Geschichte

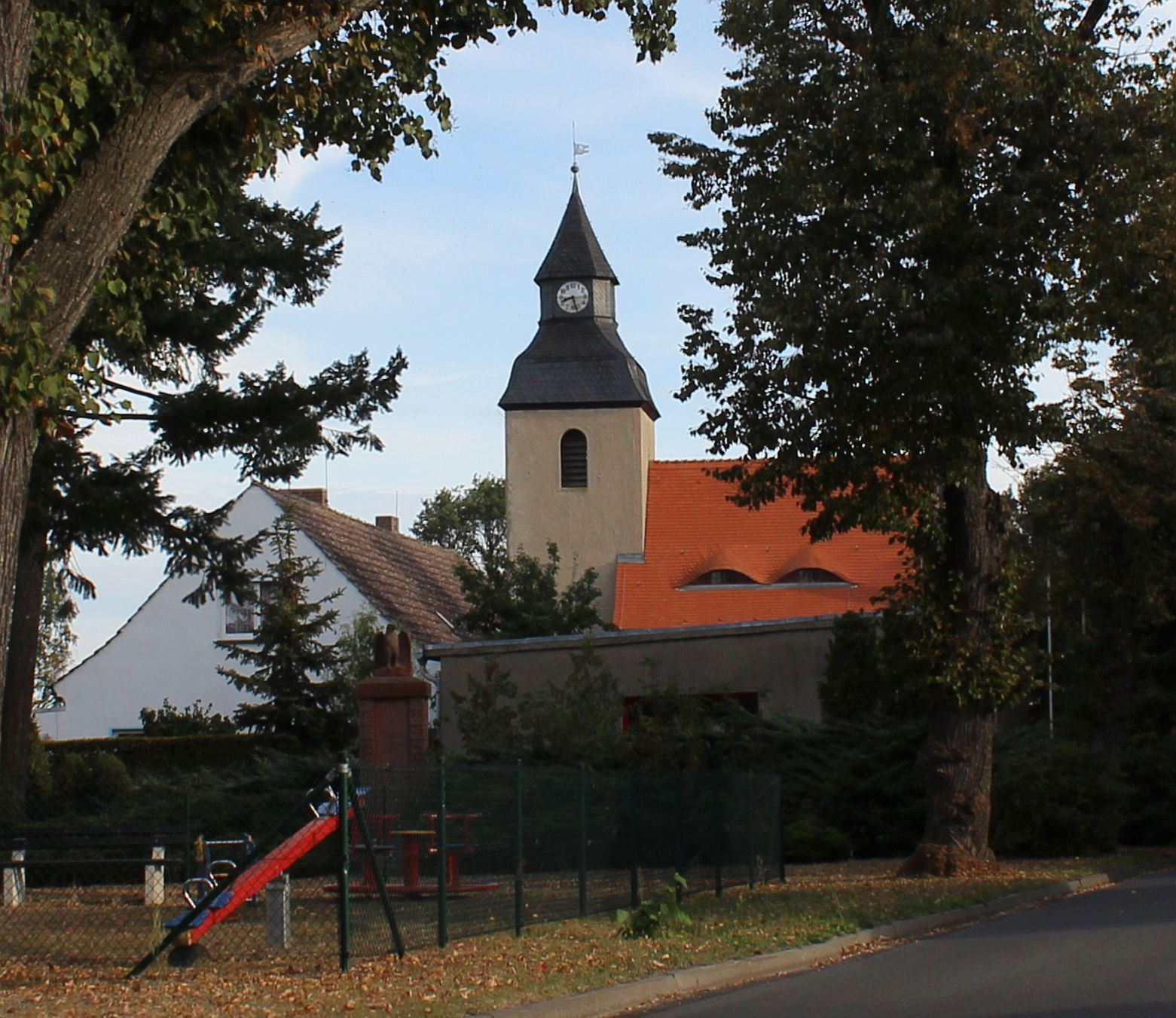
Die Langenriether Dorfkirche. Im Vordergrund ist das örtliche Kriegerdenkmal zu sehen.

Die  urkundliche Ersterwähnung erfolgte im Jahr 1323 und geht auf eine Übereignung von vier Hufen Land bei Langenrieth durch Rudolf II., sowie seinem Bruder Wenzel I. an das Kloster in Mühlberg zurück. Seit 1324 gehörte der Ort daher teilweise zum Kloster Mühlberg. Die Bewohner von Langenrieth betrieben seit jeher Ackerbau und Viehzucht.

Langenrieth auf einer geschichtlichen Karte des Kreises Liebenwerda (1910).

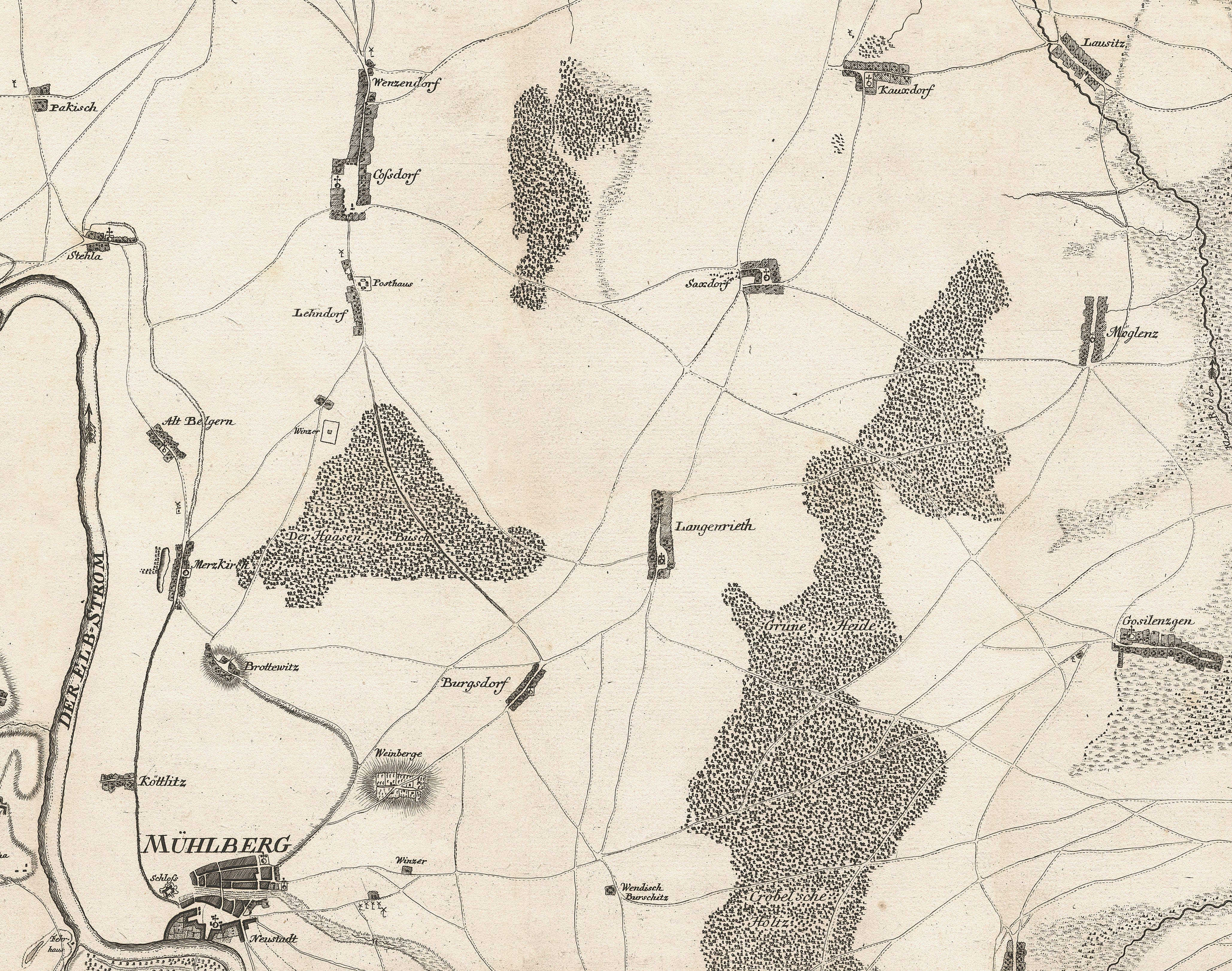
Langenrieth in einer Cabinetskarte um 1762 von Isaak Jacob von Petri

1540 wurde der Ort als Filiale von Koßdorf genannt (vorher gehörte er zur Parochie Boragk) und ab dem Jahr 1550 gehörte er zum Amt Mühlberg. 1586 pachtete ein Mühlberger Bürger das Klostergut Güldenstern in Mühlberg, zusammen mit den Vorwerken Langenrieth und Wendisch-Borschütz. Von 1619 bis 1621 wurde in Langenrieth eine Fachwerkkirche errichtet. Im  Dreißigjährigen Krieg wurde der Ort bis auf die Kirche, welche verschont blieb, verwüstet.
1749 kaufte Heinrich von Brühl den Grundbesitz Vorwerk Langenrieth, welches fortan bis 1945 zum Rittergut Martinskirchen gehörte. Während der Befreiungskriege lagerten im September 1813 französische Truppen um den Ort.
1816 lebten in Langenrieth 145 Menschen und 1835 hatte der Ort 23 Häuser und 153 Einwohnern mit 22 Pferden, 155 Rindern, 213 Schafen, 8 Ziegen und 50 Schweinen.
1842 wurde in Langenrieth eine neue Schule erbaut und von 1912 bis 1913 wurde die alte baufällige Fachwerkkirche abgerissen. An gleicher Stelle wurde im selben Zeitraum eine neue Dorfkirche errichtet.
1919 bauten die Gebrüder Höhne die neue Mühle und im Jahr 1934 wurde die Freiwillige Feuerwehr gegründet.
Im Ersten Weltkrieg fielen vierzehn, im Zweiten Weltkrieg dreizehn Ortsbewohner. 
Von 1945 bis 1950 entstanden in Langenrieth 18 Neubauernstellen. Die Einwohnerzahl erhöhte sich bis 1956 auf 236. Am 1. Januar 1977 wurde Langenrieth zum Ortsteil der Gemeinde Neuburxdorf und 1993 wurde Neuburxdorf gemeinsam mit anderen Orten nach Bad Liebenwerda eingemeindet.
1960 erfolgte die Gründung der LPG Typ I mit 10 Betrieben.
Eine der beiden Glocken der Kirche von Langenrieth wurde im Zweiten Weltkrieg eingeschmolzen. Eine Ersatzglocke aus Koßdorf erwies sich als Anschlagglocke und konnte daher nicht zum Geläut verwendet werden. Im März 2009 erhielt die Kirchgemeinde eine neue Glocke. Die neue Glocke entstand in der Kunst- und Glockengießerei Lauchhammer und wurde im Oktober 2009 installiert.

## Verkehr
Der Haltepunkt Langenrieth lag an der mittlerweile nicht mehr befahrenen Bahnstrecke Neuburxdorf–Mühlberg.

## Persönlichkeiten
- Walter Gabriel (1887–1983), deutscher evangelischer Theologe, Mitglied der Bekennenden Kirche (BK) und Häftling im KZ Dachau, Pfarrverweser in Langenrieth